# Gamma Trianguli Australis
Gamma Trianguli Australis (γ TrA, γ Trianguli Australis) é a terceira estrela mais brilhante da constelação de Triangulum Australe, com uma magnitude aparente de 2,88. É a estrela mais a sudoeste do asterismo tringular que dá nome à constelação. Com base em medições de paralaxe, está localizada a aproximadamente 184 anos-luz (56,4 parsecs) da Terra.
O espectro de Gamma Trianguli Australis corresponde a uma classificação estelar de A1 V, indicando que é uma estrela de classe A da sequência principal, a qual gera energia pela fusão nuclear de hidrogênio em seu núcleo. No entanto, a uma idade de 260 milhões de anos, está perto do fim da fase de sequência principal e, portanto, é maior e mais brilhante que outras estrelas da mesma classe espectral (como Sirius). Gamma Trianguli Australis tem uma massa de aproximadamente 3,3 vezes a massa solar e um raio de 5,86 vezes o raio solar. Emite 220 vezes mais luminosidade que o Sol, a uma temperatura efetiva de 9 400 K, o que lhe dá a coloração branca típica de estrelas de classe A.
Gamma Trianguli Australis possui uma abundância anormal do elemento európio, o que indica que é uma estrela peculiar do tipo Ap. A maioria dessas estrelas têm rotação lenta, mas Gamma Trianguli Australis apresenta uma alta velocidade de rotação projetada de 199 km/s. Esta estrela emite excesso de radiação infravermelha, sugerindo a existência de um disco circunstelar orbitando-a. A temperatura média dessa emissão é de 50 K, correspondendo a uma separação de 481 UA da estrela.
Gamma Trianguli Australis é uma das estrelas que aparecem na bandeira do Brasil. Ela simboliza o estado do Paraná.